# Bielnik Drugi
Bielnik Drugi (niem. Ellerwald) – osada w Polsce położona w województwie warmińsko-mazurskim, w powiecie elbląskim, w gminie Elbląg. Leży na obszarze Żuław Elbląskich i nad Nogatem. 
W latach 1975–1998 miejscowość administracyjnie należała do województwa elbląskiego.
Na zachód od miejscowości znajdują się zabudowania dawnej osady, noszące nieoficjalną nazwę Zaścianek (54°11′21″N 19°19′9″E).

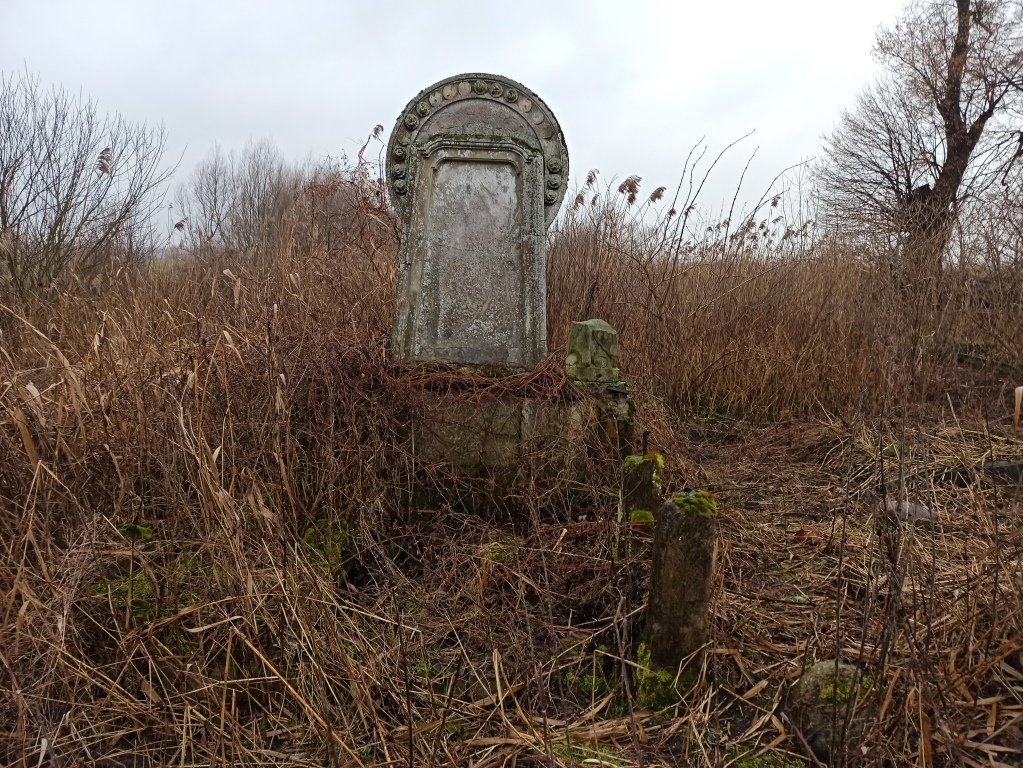
Ruiny cmentarza z 1663 roku
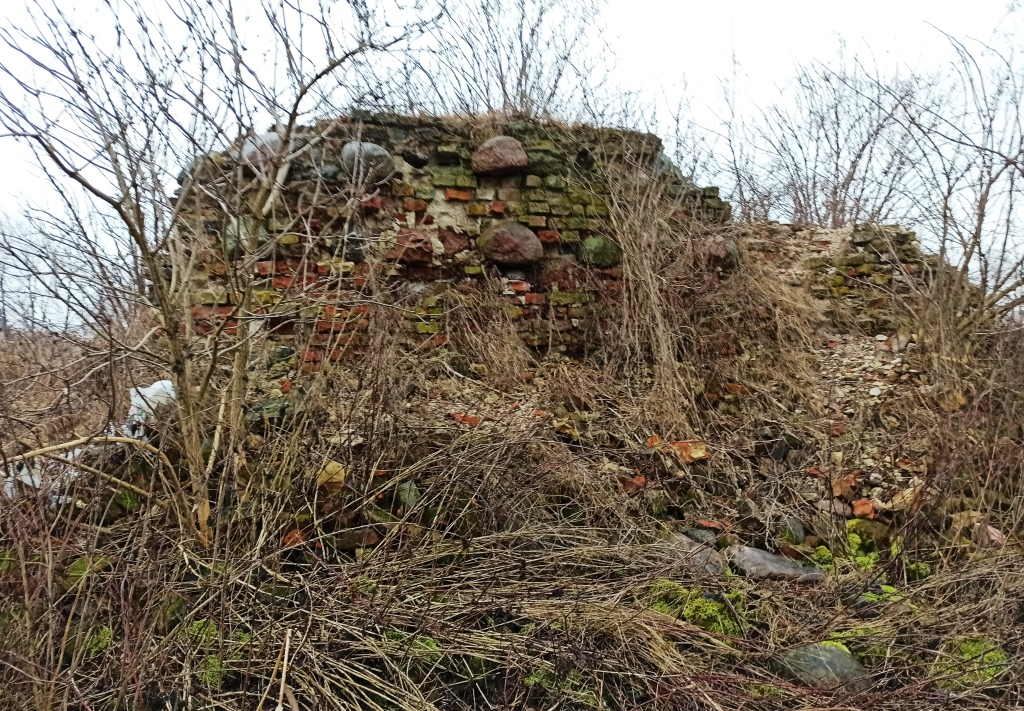
Ruiny kościoła z 1663 roku